# Relações entre Brasil e Guiné-Bissau
As relações entre Brasil e Guiné-Bissau referem-se às relações bilaterais entre a República Federativa do Brasil e a República de Guiné-Bissau. Ambas as nações são membros da Comunidade dos Países de Língua Portuguesa, Grupo dos 77 e das Nações Unidas.

## História
Brasil e Guiné-Bissau estiveram unidos por trezentos anos como parte do Império Português. Como parte do Império Português e durante o tráfico atlântico de escravos, o Brasil recebeu milhares de guineenses que chegaram ao país como escravos. De 1815 a 1822, a Guiné-Bissau foi administrada pelo Brasil durante a Transferência da corte portuguesa para o Brasil.
Em setembro de 1973, a Guiné-Bissau declarou sua independência de Portugal. Em 16 de julho de 1974, o Brasil reconheceu a independência de Guiné-Bissau antes do reconhecimento de Portugal. Pouco depois, os dois países estabeleceram relações diplomáticas. Nesse mesmo ano, o Brasil abriu uma embaixada em Bissau. Em 1984, o presidente brasileiro João Figueiredo fez uma visita oficial à Guiné-Bissau, a primeira de um presidente brasileiro. A visita foi retribuída em 1997 com a visita ao Brasil do Presidente de Guiné-Bissau, João Bernardo Vieira. Houve inúmeras visitas de alto nível entre líderes de ambas as nações desde as visitas iniciais.
Em 2010, o Presidente de Guiné-Bissau, Malam Bacai Sanhá, fez uma visita ao Brasil. Durante a sua visita, foram assinados vários acordos, como o Acordo para Implementação de Programas de Combate ao HIV / SIDA na Guiné-Bissau; Acordo de Atendimento a Mulheres e Adolescentes Vítimas de Violência de Gênero; Acordo de Exercício de Atividade Remunerada por Dependentes de Pessoal Diplomático, Consular, Militar, Administrativo e Técnico; Memorando de Entendimento na Área de Agricultura; Memorando de Entendimento no Setor Pesqueiro; e um Memorando de Entendimento sobre Educação Superior.
Em maio de 1978, os governos do Brasil e de Guiné-Bissau assinaram um acordo de cooperação técnica, por meio do qual o governo brasileiro apoiaria o desenvolvimento socioeconômico de Guiné-Bissau. Guiné-Bissau é um dos maiores destinatários de projetos de desenvolvimento com recursos da Agência Brasileira de Cooperação. A Agência Brasileira de Cooperação auxilia e desenvolve projetos nas mais diversas áreas, incluindo segurança, saúde, agricultura, educação, segurança alimentar, justiça, apoio a eleições, entre outros, na Guiné-Bissau.

## Visitas de alto nível

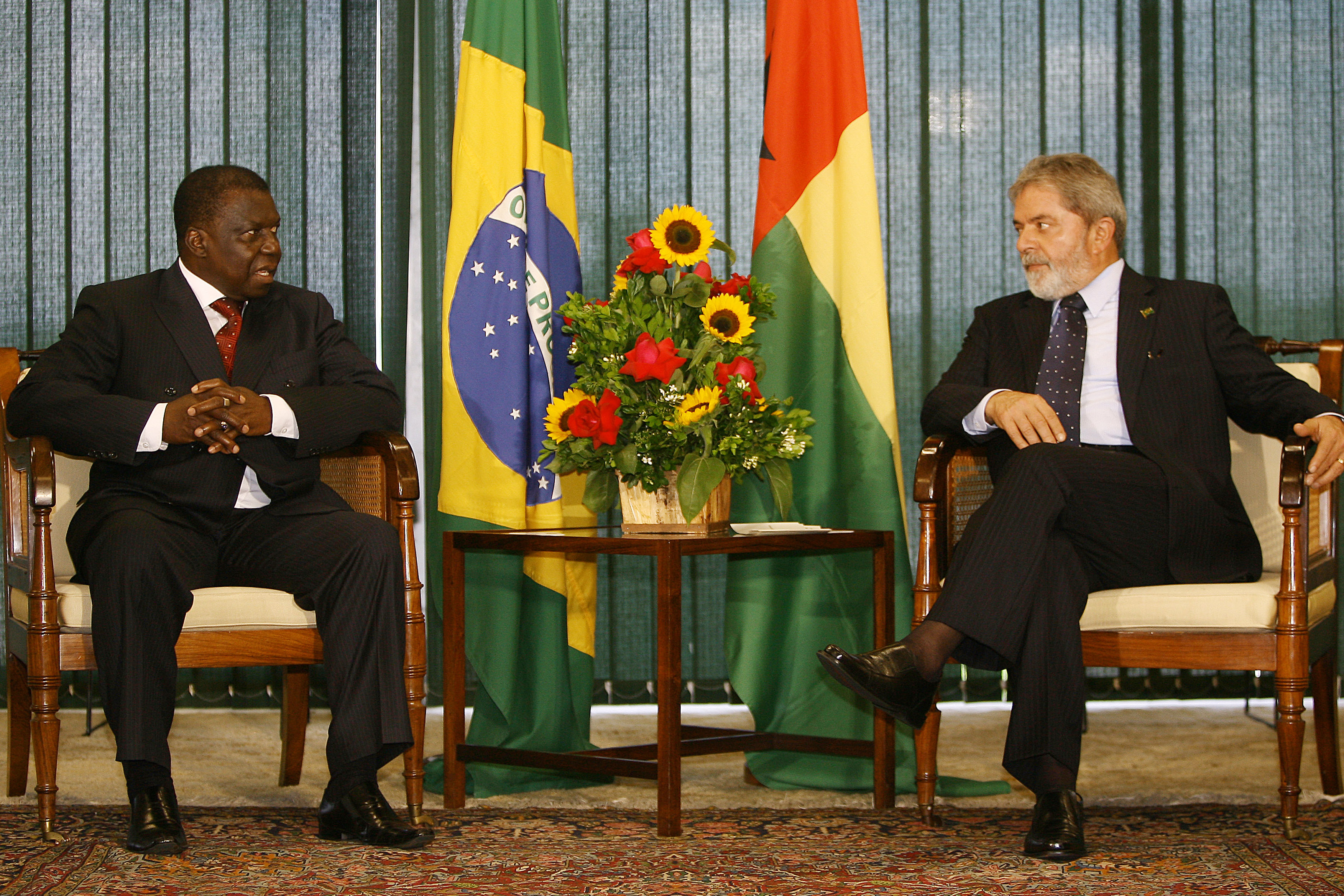
Encontro do Presidente da Guiné-Bissau, João Bernardo Vieira, com o Presidente do Brasil, Luiz Inácio Lula da Silva, em Brasília, 2007

### Visitas de alto nível do Brasil à Guiné-Bissau
- Presidente João Figueiredo (1984)
- Presidente Luiz Inácio Lula da Silva (2005)
- Chanceler Celso Amorim (2009)

### Visitas de alto nível da Guiné-Bissau ao Brasil
- Presidente Luís Cabral (1980)
- Presidente João Bernardo Vieira (1997, 2007)
- Presidente Malam Bacai Sanhá (2010)
- Presidente José Mário Vaz (2015)

## Missões diplomáticas residentes
- Brasil tem uma embaixada em Bissau.[6]
- Guiné-Bissau tem uma embaixada em Brasília.